# Porta Pertusa

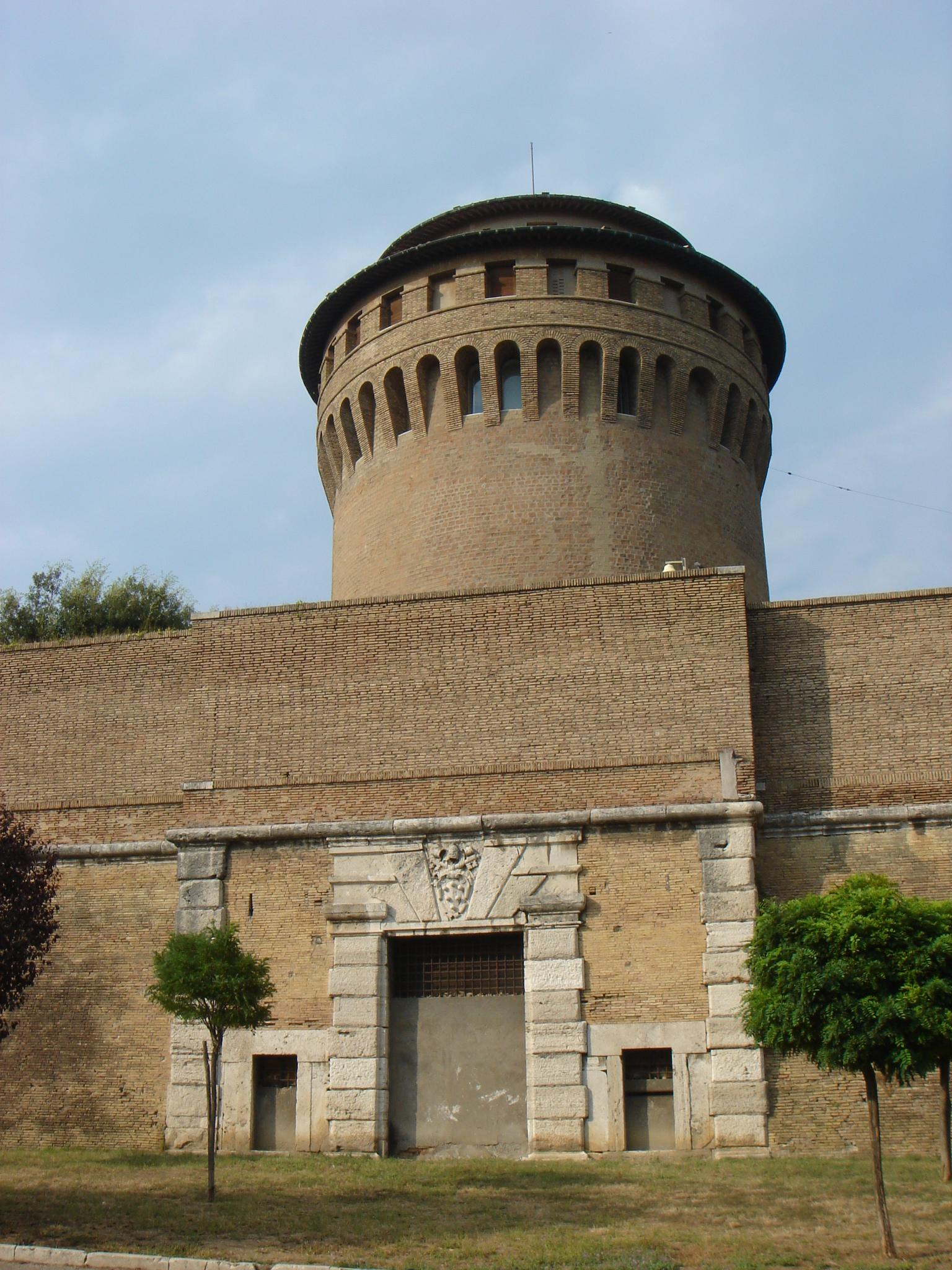
Porta Pertusa con la Torre de S. Giovanni al fondo

Porta Pertusa es una de las puertas de la Muralla Leonina en Roma (Italia).

## Descripción
Está constituida por tres aberturas: dos accesos secundarios a ambos lados de la puerta principal, rodeados por un majestuoso almohadillado. Actualmente está amurallada y se levanta en el Viale Vaticano, cerca de la calle del mismo nombre; está dominada por la torre de San Giovanni (restaurada por el Papa Juan XXIII, que residió en ella durante los últimos años de su papado), que es el baluarte suroccidental de la antigua muralla leonina.
La antigüedad de su construcción es bastante controvertida (al igual que la de Porta Cavalleggeri). Probablemente se remonta al regreso de los Papas desde el Papado de Aviñón, es decir, a finales del siglo XIV, cuando los pontífices, al volver a Roma desde Aviñón con un gran séquito, fijaron definitivamente su residencia en el Vaticano (abandonando así su anterior residencia en Letrán) y las tres puertas de la Muralla Leonina resultaron insuficientes para satisfacer las necesidades del consiguiente aumento de población y de edificios. Se creó perforando las antiguas murallas (en latín tardío pertusus significa "perforado") y probablemente su uso estaba destinado sólo a la Curia y no al tráfico de la ciudad. Stefano Piale, tras observar que no hay ninguna mención anterior a la del humanista Flavio Biondo, piensa que fue erigida por el antipapa Juan XXIII, datándola así en el primer cuarto del siglo XV. Por otra parte, un documento que data de 1279 podría hacer referencia a ella.
Casi ningún documento hace referencia a la poterna colocada un poco más lejos; el único texto conocido lo llama Porta Palatii.
La restauración más importante, que también afectó a todo el tramo occidental de la muralla, fue probablemente realizada por el Papa Pío IV en 1565; el Papa murió antes de la finalización de la obra, aunque cerca de la puerta se ha colocado una placa con el escudo de armas de su familia, los Medici.
Probablemente la puerta fue cerrada y reabierta varias veces: sólo se conoce una de estas circunstancias, ya que un documento de 1655 informa de que fue abierta durante la visita de la reina Cristina de Suecia. Durante el asedio francés a Roma en 1849, el ejército francés consideró la Porta Pertusa como una posible vía de entrada a la ciudad, a pesar de que había sido amurallada unos años antes. La razón fue que los mapas franceses recientes mostraban incorrectamente la puerta como operativa.